# Emma Steenberg
Emma Steenberg (født 1994) er en dansk atlet medlem af Silkeborg AK 77.
Emma Steenberg vandt som 17-årig sølv ved inde-DM på 400 meter 2011.

## Danske mesterskaber
- Sølv 2011 400 meter-inde 60,84